# スミス-パーセル効果
スミス-パーセル効果（スミス-パーセルこうか）は金属回折格子の表面に沿って、格子の溝と垂直方向に電子ビームが走るときにおこる放射現象のことである。電子の電荷と格子面についての鏡像電荷との双極子モーメントが、格子面の波形に従い振動的に変化するために起こる双極子放射である。